# When Night Meets Day
When Night Meets Day is de eenentwintigste aflevering van het negende seizoen van de televisieserie ER, die voor het eerst werd uitgezonden op 8 mei 2003.

## Verhaal
Deze aflevering laat de laatste nachtdienst zien van dr. Pratt als arts in het County General en de dagdienst van dr. Carter. 
De nachtdienst krijgt te maken met een uitslaande brand in het restaurant tegenover de SEH. Als dr. Pratt afgewerkt is en voor de laatste keer wegloopt van zijn werkplek besluit hij om toch te blijven werken in dit ziekenhuis. 
De dagdienst krijgt te maken met een zonsverduistering, de SEH wordt geconfronteerd met zelfmoordpogingen door een sekte tijdens de zonsverduistering. Dr. Carter en dr. Weaver moeten een bouwvakker redden die beklemd zit voor de SEH en zijn dan getuige van de zonsverduistering. Dr. Carter krijgt een telefoontje van dr. Kovac die in Congo zit, hij vraagt voor hulp en dr. Carter besluit dan ineens om naar hem toe te gaan om te helpen. Als hij vertrekt dan laat hij Lockhart verbouwereerd achter.
Dr. Romano wordt vandaag geopereerd, zijn arm wordt op zijn verzoek geamputeerd, hij wordt bijgestaan door dr. Corday. 

## Rolverdeling

### Hoofdrollen
- Noah Wyle - Dr. John Carter
- Laura Innes - Dr. Kerry Weaver
- Mekhi Phifer - Dr. Gregory Pratt
- Alex Kingston - Dr. Elizabeth Corday
- Goran Višnjić - Dr. Luka Kovac
- Sherry Stringfield - Dr. Susan Lewis
- Ming-Na - Dr. Jing-Mei Chen
- Paul McCrane - Dr. Robert Romano
- Christopher Grove - Dr. Marty Kline
- Maura Tierney - verpleegster Abby Lockhart
- Laura Cerón - verpleegster Chuny Marquez
- Ellen Crawford - verpleegster Lydia Wright
- Yvette Freeman - verpleegster Haleh Adams
- Deezer D - verpleger Malik McGrath
- Lily Mariye - verpleegster Lily Jarvik
- Dinah Lenney - verpleegster Shirley
- Lucy Rodriguez - verpleegster Bjerke
- Montae Russell - ambulancemedewerker Dwight Zadro
- Demetrius Navarro - ambulancemedewerker Morales
- Brian Lester - ambulancemedewerker Brian Dumar
- Emily Wagner - ambulancemedewerker Doris Pickman
- Sharif Atkins - Michael Gallant
- Abraham Benrubi - Jerry Markovic

### Gastrollen (selectie)
- Simone-Élise Girard - Gillian
- Patti Yasutake - Kito
- Julie Ariola - huishoudster van huize Carter
- Steven Barr - uitvoerder werkterrein
- Earl Billings - Ray Jamison
- David Gianopoulos - John Dean / Bob Halderman
- Camille Guaty - Mia
- Stephen Lee - Mr. Dressler
- Paul Butcher - Paul Dressler
- June Kyoto Lu - Zuin-an
- Shawn Smith - Turner